# Ket (langue)
Pour les articles homonymes, voir Ket et Kete.
Cet article concerne la langue kete. Pour le peuple kete, voir Ketes.
Le ket (anciennement appelé ostyak du Ienisseï) est une langue de Sibérie, seul idiome survivant de la petite famille des langues ienisseïennes depuis l'extinction récente du yug. Le nom de ket vient du mot kɛʔt, « être humain », pluriel deng.
Au recensement de 1989, la langue était parlée par 48 % des Kets vivant le long du bassin de la rivière Ienisseï. En 2008, seule une centaine de personnes la pratiquait couramment, dont la moitié dépassait l'âge de cinquante ans.
Les linguistes ont longtemps eu des difficultés à relier les langues ienisseïennes à un plus grand groupe. Ce n’est que récemment qu’un lien linguistique a pu être mis en évidence avec les langues na-dené, une famille de langues amérindiennes parlée en Alaska, à l'ouest du Canada et au sud-ouest des États-Unis. Selon cette thèse, les langues ienisseïennes et les langues na-dené formeraient deux branches d'une ancienne famille représentée des deux côtés du détroit de Béring : les langues dené-ienisseïennes,.

## Écriture
Un alphabet basé sur le cyrillique a été conçu pour la langue en 1988, qui est actuellement enseignée dans les trois premières classes des écoles locales, mais il perd du terrain par rapport au russe, faisant douter de sa survie au-delà des deux prochaines générations.
| А а | Б б | В в | Г г       | Ӷ ӷ ( ) | Д д | Е е | Ё ё       | Ж ж | З з |
| И и | Й й | К к | Қ қ (Ӄ ӄ) | Л л     | М м | Н н | Ң ң (Ӈ ӈ) | О о | Ө ө |
| П п | Р р | С с | Т т       | У у     | Ф ф | Х х | Ц ц       | Ч ч | Ш ш |
| Щ щ | Ъ ъ | Ә ә | Ы ы       | Ь ь     | ’   | Э э | Ю ю       | Я я |     |

Les lettres ӷ, қ, ң sont souvent représentées avec les lettres à crochet , ӄ, ӈ.

## Phonologie
Les tableaux présentent les phonèmes du ket, les consonnes et les voyelles.

### Consonnes
|                  | Bilabiale | Dentale | Latérale | Palatale | Vélaire | Uvulaire | Pharyngale | Glottale |
| ---------------- | --------- | ------- | -------- | -------- | ------- | -------- | ---------- | -------- |
| Occlusive sonore | b         | d       |          | dʲ       | g       | ɢ        |            | ʔ        |
| Occlusive sourde | p         | t       |          | tʲ       | k       | q        |            |          |
| Fricative sonore | (v)       |         |          |          | (ɣ)     | ʁ        | h          |          |
| Fricative sourde | f         | s       |          | sʲ       |         |          |            |          |
| Affriquée        |           |         |          | (t͡ʃ)     |         |          |            |          |
| Nasale           | m         | n       |          | nʲ       | ŋ       |          |            |          |
| Liquide          |           | r rʲ    | l        | lʲ       |         |          |            |          |
| Semi-voyelle     | w         |         |          | j        |         |          |            |          |

### Voyelles
|         | Antérieure | Centrale | Postérieure |
| ------- | ---------- | -------- | ----------- |
| Fermée  | i          | ɨ        | u           |
| Moyenne | e ɛ        | ə        | o           |
| Ouverte | æ          | ɑ ʌ      | ɔ           |

### Tons
Le ket a la particularité, pour une langue sibérienne, d'être tonale. Les tons sont au nombre de quatre (indiqués par un chiffre) :
- 2duʔ - fumée ; 1śeːś - rivière ; 4śaːśe - pluriel de rivière ; 2ɛʔj - œuf.

## Morphologie

### Nombre
Le pluriel, en ket, se marque, la plupart du temps, par les suffixes -ŋ et -n. La suffixation modifie cependant la forme du singulier :
- 4qoːn - ours, pluriel 1qoːn ; 3taːl' - loutre, pl. takŋ ; 2quʔś - tente en écorce de bouleau, pl. 2quʔŋ ; 2tɨʔś - pierre, pl. 2tʌʔŋ

### Sources
- (en) Stefan Georg, A Descriptive Grammar of Ket (Yenisei-Ostyak), vol. Introduction, Phonology, Morphology, Global Oriental, 2007 (ISBN 978-19-01-90358-4, DOI 10.1163/ej.9781901903584.i-328 )
- (ru) Г.К. Вернер (Heinrich Werner), Кетский язык in Языки Мира. Палеоазиатские Языки, pp. 177-187, Moscou, Izd. Indrik, 1997  (ISBN 5-85759-046-9).
- [Werner 2002] (ru) Г.К. Вернер, Словарь кетско-русский и русско-кетский, Санкт-Петербур, Дрофа (ISBN 5947450836)
- (de) Heinrich Werner, Das jenissejische und türkische Wort für "Stein" im Lichte der Pluralbildung der jenissejischen Nomina, Studia Etymologica Cracoviensa 2, pp. 275-282, 1997 (ISBN 83-86575-78-6).
- (ru) Г.С. Старостин, К.Ю. Решетников, Кетский сборник. Лингвистика, Moscou, Vostotchnaïa Literatura RAN, 1995  (ISBN 5-88766-023-6).